# Сергеевская (Костромская область)
Сергеевская — деревня в Кадыйском районе Костромской области. Входит в состав Столпинского сельского поселения.

## География
Находится в юго-восточной части Костромской области на расстоянии приблизительно 45 км на юг-юго-запад по прямой от районного центра поселка Кадый на левом берегу Волги (в пределах акватории Горьковского водохранилища).

## История
Известна с 1872 года как деревня с 27 дворами, в 1907 году отмечено здесь было 49 дворов.

## Население
Постоянное население составляло 207 человек (1872 год), 205 (1897), 242 (1907), 2 в 2002 году (русские 100 %), 1 в 2022.